# Квінт Фабій Юліан
Квінт Фа́бій Юліа́н (лат. Quintus Fabius Iulianus; II століття) — політичний і військовий діяч часів Римської імперії, консул-суфект 131 року.

## Біографічні відомості
Про походження Квінта Фабія Юліана точаться дискусії. Є припущення, що він належав до іспанської гілки роду Фабіїв з римської провінції Бетіка і був сином Марка Фабія Юліана Гераклеона Оптатіана, який протягом 135—155 років був членом колегії жерців «Арвальські брати». Також не виключено, що Квінт Фабій Юліан був не сином, а його старшим братом. Існує припущення, що Квінта Фабія Юліана слід ототожнити з Квінтом Фабієм Юліаном Оптатіаном Луцієм Фабієм Геміном Корнеліаном, консулом у II столітті.
Згідно з канонічною версією, Квінта Фабія Юліана було обрано консулом-суффектом у 131 році разом з Луцієм Фабієм Галлом. Про подальшу долю Квінта Фабія відомостей немає.